# Motta Santa Lucia
Motta Santa Lucia est une commune italienne de la province de Catanzaro dans la région Calabre en Italie.

## Administration
| Période                                  | Période  | Identité        | Étiquette | Qualité |
| ---------------------------------------- | -------- | --------------- | --------- | ------- |
| juin 2009                                | En cours | Amedeo Colacino |           |         |
| Les données manquantes sont à compléter. |          |                 |           |         |

### Hameaux
Marignano, Casale, Porchia, Salicara

### Communes limitrophes
Altilia, Conflenti, Decollatura, Martirano, Pedivigliano